# 牽機藥
牵机药是流传的一种毒药，成分主要为马钱子。服用后，馬錢子鹼帶有的中樞神經毒性會使人體肌肉開始抽搐，最後因為肌肉僵直的關係身軀呈現向後彎曲，頭部可能快與腳部相接的情況，醫學上稱這種因為神經強直而向後凹曲的情況為「角弓反張」。最終可能因為神經毒性導致肌肉無法正常運作而無法呼吸，甚至因為臉部肌肉僵化而帶有異常的笑容，呈現詭異的樣態窒息而死。
宋朝王銍在《默記》所記載：「服之前卻數十回，頭足相就如牽機狀也。」所以起名叫「牽機藥」。但目前只能夠藉由中毒症狀判斷所謂「牽機狀」是指角弓反張的樣子，但什麼是「牽機」，目前尚未有定論。
牵机药的出名之处在于南唐君主李煜可能死于此药。
1. ↑  . 三立. 2022-01-21  [2023-04-13]. （原始内容存档于2023-04-21）.